# Lê Quôc Túy
Lê Quốc Túy, né le 1er janvier 1934 dans la province de Ninh Bình et mort le 25 janvier 1988 à Paris est le cofondateur et président en France du Front unifié des forces patriotiques de libération du Viêt Nam (en vietnamien Mặt trận Thống nhất các Lực lượng Yêu nước Giải phóng Việt Nam), l'un des principaux mouvements de résistance armée du Sud Viêt Nam, dont le but était de renverser le pouvoir communiste Vietnamien mise en place à la suite de la chute de Saïgon, en avril 1975, qui marque la fin de la guerre du Viêt Nam. 
Il est décédé à Paris, à la Pitié Salpêtrière, le 25 janvier 1988, des suites d'une rupture d'anévrisme.

## Biographie
Lê Quốc Túy est né le 1er janvier 1934 dans la province d'An Bình,,. Il passe son enfance dans le Sud Viêt Nam avant de se porter volontaire pour rejoindre l'Armée de l'air Vietnamienne en tant que pilote (1953-1958). Il acquiert la nationalité Française en Juillet 1961. De fin 1963 à 1964, il réside à Phnom Penh, au Cambodge, où il représente une agence de l'ONU. Il part vivre en France en 1965, où il intègre la société Lustucru.

### Création du Front unifié des forces patriotiques de libération du Sud Viêt Nam
Après la chute de Saïgon le 30 avril 1975, Lê Quốc Túy décide lors d'une réunion en octobre 1975 à Đồng Tháp Mười (vi) de fonder, avec Mai Văn Hạnh, également ancien pilote de l'air, le Front unifié des forces patriotiques de libération du Sud Viêt Nam, qui a pour but de renverser le pouvoir communiste Vietnamien mis en place après la fin de la guerre du Viêt Nam. Une conférence de presse est organisée le 17 février 1976 à l'hôtel Méridien à Paris pour annoncer publiquement la création du Front devant un parterre de 300 journalistes et Vietnamiens exilés en France. Lê Quốc Túy et Mai Văn Hạnh sont tous deux des proches de Trần Văn Hữu, ancien Premier ministre du Viêt Nam au début des années 1950 alors que le pays est alors dirigé par l'empereur Bảo Đại.
C'est à partir de cette date que Lê Quốc Túy établit le plan Hong Kong qui a pour but d'infiltrer puis d'envahir le Viêt Nam par la mer. Ce plan prévoit trois phases. La phase 1 (1977-1980) vise à mobiliser le financement nécessaire aux activités du Front, notamment auprès du gouvernement Reagan aux États-Unis et de la Chine, ainsi que d'obtenir le soutien logistique indispensable qui permettra d'entrer en territoire Vietnamien par le sud, notamment depuis la Thaïlande,. Des contacts seront également établis avec la CIA. La phase 2 (1980-1984) est principalement dédiée à l'infiltration de personnes, d'armes, de véhicules, à la mise en place de bases opérationnelles et à la mobilisation de supports locaux au sein même du Viêt Nam. La phase 3 (à partir de 1985) consiste à passer à la résistance armée et à prendre le pouvoir au sein de chacune des régions du Viêt Nam afin de provoquer une rébellion de masse et le renversement du gouvernement communiste en place.

### CM12: L'opération de contre-espionnage la plus illustre de la Sécurité intérieure Vietnamienne
En réaction aux activités du Front, le gouvernement communiste Vietnamien lance en juin 1981 le plan CM12, pour Cà Mau, ville située au Sud Ouest de Saïgon, 12 mai 1981, date à laquelle des espions du gouvernement communiste Vietnamien découvrent pour la première fois l'existence des activités du Front. Le plan CM12 est l'une des opérations de contre-espionnage les plus illustres de toute l'histoire de la sécurité intérieure Vietnamienne. Ce plan a pour objectif d'attirer et de capturer au Viêt Nam l'ensemble des forces du Front codirigé par Lê Quốc Túy et Mai Văn Hạn, en infiltrant des espions dans les rangs du Front, à la tête desquels figure le colonel Trần Phương, chef des forces de police du contre-espionnage de la province de Minh Hải, secondé par Muoi Lam, un Vietnamien familier de la région de Cà Mau.
Ce plan dure de 1981 à 1988. Un monument a été inauguré le 11 juin 2009 sur l'île de Đà Bắc dans la province de Cà Mau par le gouvernement communiste Vietnamien en hommage à cette opération. Une série télévisée en vingt épisodes, Le jeu de la vie et de la mort, a également été réalisée en 2018 par Nguyễn Anh Dũng, à partir du roman Quiet Night de l'écrivain Hữu Mai (en).

### Le procès médiatique de Hô-Chi-Minh-Ville
Le 9 septembre 1984, alors que le plan Hong Kong est entré dans sa troisième phase et opère sa dixième incursion au sein du territoire Vietnamien par Cà Mau, une vaste opération de balayage du plan de contre-espionnage CM12 du gouvernement communiste Vietnamien aboutit à l’arrestation de 21 personnes du Front, à la révélation des noms de 148 résistants, à la saisie de plus de 300 tonnes d’armes et de munitions, ainsi que de 14 tonnes de faux billets de banque Vietnamiens,,. Au total, le Front compterait dans ses rangs plus de 2 000 combattants localisés le long de la frontière entre le Cambodge et le Viêt Nam.
Le 14 décembre 1984, un procès public, médiatisé à l'étranger, notamment en France et aux États-Unis, s'ouvre au sein du Théâtre municipal de Hô Chi Minh ville,,. Mai Văn Hạn (56 ans) fait partie des accusés aux côtés de quatre autres figures majeures du Front : Trần Văn Bá (39 ans), Lê Quốc Quân (43 ans), le frère cadet de Lê Quốc Túy, Hồ Thái Bạch (58 ans) et Huỳnh Vĩnh Sanh (63 ans),.
Lê Quốc Túy ne fait pas partie des détenus, n'ayant pu se déplacer au Viêt Nam pour cette dixième incursion dans le Sud pour des raisons de santé. Lê Quôc Túy souffre alors d'une grave maladie du rein. À l'issue de ce procès, qui dure cinq jours, les cinq principaux accusés, détenus au sein de la prison T-82 du Département général de contre-espionnage du Ministère de l'intérieur Vietnamien, sont condamnés à la peine de mort. Trois autres, Trần Nguyên Hùng (47 ans), To Van Huon (33 ans) et Hoàng Đình Mỹ (43 ans) sont condamnés à la prison à perpétuité. Les treize autres résistants sont frappés de peines allant de huit à vingt ans de détention,.

### Condamnations à la peine capitale
Afin de sensibiliser l'opinion internationale au sort des résistants détenus, dont Mai Văn Hạn et Huỳnh Vĩnh Sanh, qui sont de nationalité Française, Lê Quốc Túy, organise une conférence de presse à Paris le 27 décembre 1984 à laquelle sont invités les médias Français et internationaux. Le premier ministre Laurent Fabius, le ministre des relations extérieures Roland Dumas et le président de l'assemblée nationale Louis Mermaz interviennent au nom des cinq condamnés à mort. Ils réussissent à sauver Mai Văn Hạn et Huỳnh Vĩnh Sanh de la peine capitale,,,. Malgré leurs efforts de négociations auprès du gouvernement communiste Vietnamien, le Quai d'Orsay apprend le 10 janvier 1985 que Trần Văn Bá, Lê Quốc Quân et Hồ Thái Bạch ont été fusillés.
La défaite de Cà Mau ne décourage pas Lê Quốc Túy qui projette de poursuivre le combat. Mais il meurt le 25 janvier 1988 à Paris, des suites d'une rupture d'anévrisme. Avec lui disparaît le Front unifié des forces patriotiques de libération du Sud Viêt Nam, devenu entre temps le Front unifié des forces patriotiques de libération du Viêt Nam.
Après vingt-et-une années passées en prison, le cofondateur du front, Mai Văn Hạn, est libéré le 2 septembre 2005. Huỳnh Vĩnh Sanh est libéré le 12 juillet 2010, après avoir passé trente-trois ans en détention dans les prisons Vietnamiennes.